# Cléguérec
Cléguérec är en kommun i departementet Morbihan i regionen Bretagne i nordvästra Frankrike. Kommunen ligger i kantonen Cléguérec som tillhör arrondissementet Pontivy. År 2022 hade Cléguérec 2 849 invånare.

## Befolkningsutveckling
Antalet invånare i kommunen Cléguérec
| Referens: INSEE |